# Пирогов, Кирилл Альфредович
Кири́лл Альфре́дович Пирого́в (род. 4 сентября 1973, Тегеран) — российский актёр театра, кино и дубляжа, композитор, заслуженный артист Российской Федерации (2005).

## Биография
Родился 4 сентября 1973 года в Тегеране, его отец работал в сфере внешней торговли, занимаясь экспортом и импортом тяжёлой дорожной и строительной техники.
В детстве занимался в театральной студии под руководством Сергея Казарновского, окончил музыкальную школу. Родители видели для него будущее в более серьёзной профессии и хотели, чтобы их сын учился в университете. Однако в 1994 году Пирогов окончил ВТУ им. Б. В. Щукина (курс Владимира Иванова), после чего получил предложение играть в театре «Мастерская Петра Фоменко» (и стал первым, кого взяли в театр «со стороны»).
Дебют Пирогова в кино состоялся в 1995 году в фильме Георгия Данелии «Орёл и решка», где он сыграл главную роль. Популярность принесла роль Ильи Сетевого в фильме «Брат 2» Алексея Балабанова.
Ставит дипломные спектакли в Театральном институте им. Бориса Щукина, а также в театре «Мастерская Петра Фоменко».

## Признание и награды
- Лауреат премии им. К. С. Станиславского в номинации «Мастерство актёра» (мужская роль).
- Диплом Кинопрессы за лучший кинодебют (за фильм «Орёл и решка») (1995).
- Премия кинокритиков за лучший актёрский кинодебют на кинофестивале в Гатчине «Литература и кино» (1996, за фильм «Орёл и решка»).
- Премия «За лучшее исполнение главной мужской роли» на Четвёртом фестивале телевизионного художественного кино «Сполохи» в 2003 году.
- Лауреат театральной премии «Чайка» в номинации «Синхронное плавание» — за актёрский ансамбль спектакля «Три сестры» (2004).
- Лауреат премии «Молодёжный Триумф» 2004 г.
- Заслуженный артист Российской Федерации (27 декабря 2005 года) — за заслуги в области искусства[1].
- Премия «Чайка-2006» в номинации «Главный герой» за роль Беранже в спектакле «Носорог».
- Был номинирован как лучший композитор за музыку к фильму «Питер FM» на Российскую национальную кинопремию «Золотой орёл-2006», национальную премию Российских кинокритиков «Белый слон-2007» и кинопремию «Ника-2007».
- Премия Москвы в области литературы и искусства в 2007 г. в номинации «Театральное искусство» за исполнение главной роли в спектакле «Три сестры».
- 2008 г. — Премия фестиваля «Золотой Витязь». Номинация «Театр — Большая форма» «Лучшая мужская роль» за работу в спектакле «Носорог», а весь актёрский состав «Носорога» отмечен Дипломом за «Лучший актёрский ансамбль».
- Лауреат премии Станиславского (2009).
- Приз за лучшую мужскую роль имени Михаила Ульяновa 10-го Московского фестиваля отечественного кино «Московская премьера» за роль Чехова в фильме «Поклонница» (2012).
- Орден «За заслуги в культуре и искусстве» (25 марта 2025 года) — за вклад в развитие отечественной культуры и искусства, многолетнюю плодотворную деятельность[3].

## Творчество

### Роли в театре
- «Шум и ярость» по роману У. Фолкнера — Квентин
- «Балаганчик» — Человек в пальто, Первый мистик, Чёрный плащ
- «Таня-Таня» О. Мухиной — Мальчик
- «Двенадцатая ночь» У. Шекспира — Антонио, Себастьян
- «Месяц в деревне» И. С. Тургенева — Беляев[4]
- «Чичиков. Мёртвые души, том II» по Н. В. Гоголю — Генерал-губернатор
- «Приключение» М. Цветаевой — 2-й испанец, 2-й француз
- «Владимир III степени» по Н. В. Гоголю — Петр
- «Варвары» М. Горького — Лукин
- «Танцы на праздник урожая» Б. Фрила — Майкл
- «Безумная из Шайо» Ж. Жироду — Уличный музыкант
- «Война и мир. Начало романа. Сцены» по роману Л. Толстого — Долохов, Николай Ростов
- «Отравленная туника» Н. Гумилёва — Имр
- «Три сестры» А. П. Чехова — Тузенбах
- «Носорог» Э. Йонеско — Беранже
- «Сказка Арденнского леса» Ю. Кима по комедии У. Шекспира «Как вам это понравится» — Жак-меланхолик
- «Волки и овцы» А. Н. Островского — Горецкий
- «Триптих» по произведениям А. С. Пушкина — Лидин, Дон Гуан, Фауст
- «Семейное счастие» по повести Л. Н. Толстого — Француз, Кавалеры на балу
- «Театральный роман (Записки покойника)» по М. Булгакову — Сергей Леонтьевич Максудов
- «Сон в летнюю ночь» У. Шекспира — Френсис Дудка

### Режиссёр в театре
- Чайка, премьера 28 мая 2019 года — Театр "Мастерская Петра Фоменко"

### Фильмография
| Год  |   | Название                               | Роль                                                             |
| ---- | - | -------------------------------------- | ---------------------------------------------------------------- |
| 1995 | ф | Орёл и решка                           | Олег Чагин                                                       |
| 2000 | ф | Брат 2                                 | Илья Сетевой                                                     |
| 2001 | ф | Сёстры                                 | бандит                                                           |
| 2002 | с | Дневник убийцы                         | Николай Воинов                                                   |
| 2003 | ф | Прогулка                               | аккордеонист                                                     |
| 2002 | с | Азазель                                | Николай Степанович Ахтырцев                                      |
| 2004 | с | Красная капелла                        | Гилель Кац                                                       |
| 2005 | ф | Жмурки                                 | Палач                                                            |
| 2006 | ф | Питер FM                               | Глеб                                                             |
| 2006 | ф | Утро                                   | клиент                                                           |
| 2006 | с | Доктор Живаго                          | Михаил Гордон                                                    |
| 2007 | ф | Агитбригада «Бей врага!»               | Вадим                                                            |
| 2007 | с | Куратор                                | Тузов, карманник                                                 |
| 2008 | ф | Игра                                   | Олег Павлович Кузьмин                                            |
| 2008 | ф | Обитаемый остров: Фильм первый         | Свёкор                                                           |
| 2008 | ф | Плюс один                              | закадровый текст                                                 |
| 2009 | с | Адмиралъ                               | эсер-боевик                                                      |
| 2009 | ф | Исчезнувшие                            | Топорков                                                         |
| 2010 | ф | Иосиф Бродский. Разговор с небожителем | закадровый текст — Иосиф Бродский                                |
| 2011 | с | Откровения                             | Листок                                                           |
| 2012 | ф | Поклонница                             | Антон Павлович Чехов                                             |
| 2014 | ф | Раскоп                                 | Павел                                                            |
| 2015 | ф | Сохрани мою речь навсегда              | закадровый текст — отец Осипа Мандельштама                       |
| 2016 | ф | Разбуди меня                           | Стас                                                             |
| 2017 | с | Троцкий                                | Иван Ильин                                                       |
| 2017 | с | Территория                             | Артём Савченко (Савва)                                           |
| 2018 | с | Макмафия                               | Илья Фёдоров, офицер Федерального разведывательного агентства РФ |
| 2019 | ф | Братство                               | «майор» Николай Дмитриевич                                       |
| 2020 | ф | Портрет незнакомца                     | Николаев                                                         |
| 2020 | ф | Игры шпионов                           | Грибанов, офицер КГБ                                             |
| 2022 | с | Переговорщик                           | Александр Максимов                                               |
| 2024 | с | Юг                                     | папа 8                                                           |

### Аудиокниги и радиоспектакли
- Данте Алигьери. «Божественная комедия. Ад» (Издательство: Auravox, 2005)
- Ф. М. Достоевский. «Белые ночи» (Издательство: AURAVOX, 2005) — Мечтатель
- И. Бабель. «Как это делалось в Одессе» (Издательство: компания «Сидиком», 2006) — текст от автора
- Н. В. Гоголь. «Женитьба» (Радио России, 2007) — Кочкарёв Илья Фомич, друг Подколесина
- Х. К. Андерсен. «Тень», «Соловей», «Старый уличный фонарь», «Оле Лукойе» (Радио России)
- А. и Б. Стругацкие. «Понедельник начинается в субботу» (Радио России, 2007) — Александр Привалов
- А. П. Чехов. «Дом с мезонином» (Радио России, 2008)
- К. Чапек. «Война с саламандрами» (Радио России, 2008) — текст от автора
- Ф. Скотт Фицджеральд. «Великий Гэтсби» (Радио России, 2009) — Ник Каррауэй
- И. Бунин. «Лика» (Радио Культура, 2010)
- П. П. Бажов. «Сочневы камешки» (Радио России, 2010)
- Б. Вербер. «Империя ангелов» (Издательство: проект «EXIT», 2011) — текст от автора
- Михаил Булгаков, Елена Булгакова. «Дневник Мастера и Маргариты» (Радио Культура, 2011) — Михаил Булгаков
- В. Орлов. «Альтист Данилов» (Радио России, 2012) — текст от автора
- М. Агеев. «Роман с кокаином» (Издательство: Союз, 2014)
- А. Куприн. «Тапёр» (Радио России, 2014)
- А. П. Чехов. «Шампанское» (Радио России, 2015)
- А. П. Чехов. «Новогодняя пытка» (Радио России, 2015)
- И. С. Тургенев. «Первая любовь» (Радио России, 2015)

### Музыка
- Саундтрек к фильму «Питер FM»:

1. Перекрёсток
2. Вокализ
3. Музыка дождя
4. Фортепиано
5. Музыка города
6. Медленная музыка
7. Гитара

- Музыка к документальному фильму об Осипе Мандельштаме «Сохрани мою речь навсегда» (2015), режиссёр Р. Либеров[5][6]